# Barkarby SK
Barkarby SK var en idrottsförening från Järfälla kommun i Stockholms län i Uppland 1968-2001. Föreningen bildades den 23 juli 1968 som Järfälla SK, den namnändrades till Barkarby SK 1983 och sammanslogs 2001 med IK Bele till Bele Barkarby IF. Föreningen utövade bandy, fotboll och volleyboll samt på sluttampen även innebandy.
Fotboll

Barkarby utövade fotboll under hela föreningens existens. Föreningens herrseniorlag spelade som högst i division VI, medan damlaget nådde division IV. Laget spelade på Veddestavallen och Strömvallen. På herrsidan stod BSK i skuggan av IK Bele medan föreningen var stark på flicksidan men hade svårt att behålla spelarna när de närmade sig senioråldern. Allsvenska stjärnan Lisa Ek spelade i BSK som junior.
Bandy

Föreningens bandysektion var aktiv 1970-1984.
Volleyboll

År 1973 bildades en volleybollskektion, klubbens tredje sektion. Sektionen hade endast ett damlag, vilket lades ned efter ett par år.
Innebandy

BSK bedrev innebandyverksamhet från 1996 med ett fåtal lag i spel.